# Narva-Jõesuu
Narva-Jõesuu (niem. Hungerburg) – miasto uzdrowiskowe w Estonii, w prowincji Virumaa Wschodnia, nad rzeką Narwa, nad Zatoką Fińską i przy granicy z Rosją. Niegdyś uzdrowisko dla szlachty z Piotrogrodu. U ujścia Narwy do Morza Bałtyckiego w 1957 roku zbudowano 31-metrową latarnię morską Narva-Jõesuu. W miejscowości znajduje się również cerkiew Kazańskiej Ikony Matki Bożej z 1867 r., przeniesiona po II wojnie światowej ze wsi Meriküla.
Kurhaus w Narva-Jõesuu został zbudowany wg projektu Mariana Lalewicza. W okresie przedwojennym w kurorcie wypoczywali polscy wojskowi. W miejscowości na początku XX wieku znajdowało się wiele drewnianych willi w stylu ruskim, które później zostały zniszczone, zarówno w okresie sowieckim, jak i po 1991 roku. Najpopularniejszym pensjonatem w kurorcie był do 1945 roku pensjonat Iren. W miejscowości aż do wprowadzenia sankcji wobec Rosji wypoczywało wielu mieszkańców Sankt Petersburga. 

## Stanowisko archeologiczne
Około 2,5 km na południe od miasta usytuowane jest stanowisko archeologiczne Narva-Jõesuu związane z kulturą ceramiki sznurowej. Zostało odkryte w 2009 roku. W latach 2011–2018 przeprowadzono wykopaliska na powierzchni 111,5 m².
Stanowisko składa się z pozostałości osady oraz dwóch pochówków: jednego ocenianego na dwuosobowy oraz jednego jednoosobowego. Pochówki datuje się na połowę trzeciego tysiąclecia p.n.e.